# Jan Mackiewicz
Jan Mackiewicz (ur. 23 września 1903 w Masiewie, zm. 30 stycznia 1990) – polski duchowny i działacz baptystyczny, wieloletni członek władz Kościoła Chrześcijan Baptystów w PRL.

## Życiorys
Pochodził z Białostocczyzny. Był synem Jana i Stefanii z domu Bajko. Od 1929 prowadził służbę misyjną i kolportaż literatury religijnej z upoważnienia Związku Słowiańskich Zborów Baptystów w Polsce. Następnie sprzedał majątek w rodzinnym Masiewie i osiadł w Narewce, gdzie został przewodniczącym tamtejszego zboru. W Narewce z własnych środków zakupił działkę pod budowę kaplicy, a także zainicjował budowę domu starców, którym kierował w latach 1937–1972. Kaznodzieją narewskiego zboru był do 1948, służąc zborowi z przerwami także w trakcie okupacji niemieckiej podczas II wojny światowej. 21 grudnia 1941 został ordynowany na prezbitera. 
W 1945 po raz pierwszy rozstał wybrany do Naczelnej Rady Kościoła Chrześcijan Baptystów w Polsce, zasiadając w NRK z przerwami do 1980 roku. W latach 1951–1962 piastował funkcję wiceprezesa NRK KChB, a w latach 1965–1968 skarbnika. Był również wieloletnim prezbiterem okręgowym Okręgu Białostockiego KChB. W latach 1952–1983 był prezbiterem zboru w Bielsku Podlaskim, gdzie w latach 1977–1980 koordynował budowę nowej kaplicy.